# Fredrick Van Goor
Fredrick Frans „Fred“ Van Goor (auch van Goor; geb. etwa 1968) ist ein Biologe beim Pharmaunternehmen Vertex Pharmaceuticals (mit Sitz in Boston). Bei Vertex ist er Leiter der Mukoviszidose-Forschung (mit Sitz in San Diego) und Vizepräsident des Unternehmens.

## Leben
Van Goor erwarb 1997 an der University of Alberta mit der Arbeit Actions of GnRH and dopamine on identified goldfish gonadotrophs: ionic currents and intracellular calcium einen Ph.D. in Biologie. Die Arbeit mit Ionenkanälen half ihm später bei seinen pharmakologischen Forschungen. Als Postdoktorand arbeitete er an den National Institutes of Health.
Seit 2001 ist Van Goor beim Pharmaunternehmen Vertex, das gerade das Biotech-Unternehmen Aurora Bioscience aufgekauft hatte. Hier war er von Anfang an mit der Entwicklung von Medikamenten zur Behandlung der Mukoviszidose (Synonym zystische Fibrose) befasst. Van Goor und Mitarbeiter identifizierten den Kandidaten VX-770 als Modulator des CFTR, mit dem sich bei bestimmten Patienten die Funktion des gestörten Ionenkanals partiell wiederherstellen ließ. Weitere Modulatoren wurden gefunden, die sich bei anderen Mutationen des gestörten Gens als besser wirksam erwiesen, zum Teil auch in Kombination.
Für seinen Beitrag zur Entwicklung der ersten ursächlichen Therapie der zystischen Fibrose (Mukoviszidose) mit dem sog. Korrektor bzw. CFTR-Modulator Ivacaftor (Handelsname Kalydeco, Zulassung 2012) war Van Goor 2023 einer der Träger des mit 50.000 US-Dollar dotierten Wiley Prize in Biomedical Sciences. Etwa ein Drittel der Träger dieses Preises wurden später mit einem Nobelpreis ausgezeichnet. Für 2024 wurde ihm gemeinsam mit anderen der Breakthrough Prize in Life Sciences zugesprochen.
Laut Datenbank Scopus hat Van Goor (Stand April 2023) einen h-Index von 32. Er ist Inhaber von mehr als 20 Patenten.